# Hans-Jürgen Wittkamp
Pour les articles homonymes, voir Wittkamp.
Hans-Jürgen Wittkamp est un footballeur ouest-allemand puis allemand né le 23 juillet 1947 à Gelsenkirchen. Il évoluait au poste de défenseur central.

## Biographie
Hans-Jürgen Wittkamp commence sa carrière dans le club de sa ville de naissance le FC Schalke 04 : il joue ses premiers matchs en Bundesliga lors de la saison 1967-1968,,.
Avec Schalke 04, il est finaliste de la Coupe d'Allemagne de l'Ouest en 1969.
Il est impliqué dans le scandale des matchs truqués en Bundesliga lors de la saison 1970-1971.
Il devient joueur du Borussia Mönchengladbach en 1971,.
Mönchengladbach remporte la Coupe UEFA en 1975 : Hans-Jürgen Wittkamp dispute neuf matchs dont la double-confrontation en finale gagnée 5-1 contre le FC Twente.
Il devient triple champion d'Allemagne de l'Ouest en 1975, 1976 et 1977,.
Lors de la saison 1976-1977, Mönchengladbach dispute la Coupe des clubs champions. Wittkamp joue neuf matchs : lors de la demi-finale retour contre le Dinamo Kiev, il marque le but de la qualifation en finale (victoire 2-0 à Mönchengladbach). Il dispute également la finale perdue contre Liverpool sur le score de 1-3.
En 1978, il rejoint le SpVgg Erkenschwick,.
Après trois saisons sous les couleurs de Erkenschwick, il devient joueur du FFC Recklinghausen (de) en 1981. Il raccroche les crampons en 1982,.
Hans-Jürgen Wittkamp joue au total 280 matchs pour 59 buts marqués en première division ouest-allemande, et 36 matchs pour deux buts marqués en deuxième division ouest-allemande. Au sein des compétitions européennes, il dispute 25 matchs de Coupe des clubs champions pour quatre buts marqués, six matchs de Coupe des vainqueurs de coupe pour un but inscrit, et enfin 12 matchs de Coupe UEFA, sans inscrire de but.

## Palmarès
Borussia Mönchengladbach
| - Championnat d'Allemagne de l'Ouest (3) : - Champion : 1974-75, 1975-76 et 1976-77. - Coupe UEFA (1) : - Vainqueur : 1974-75. |  | - Coupe des clubs champions : - Finaliste : 1976-77. - Coupe Kirin (1) : - Vainqueur : 1978 |